# Corpos amiláceos

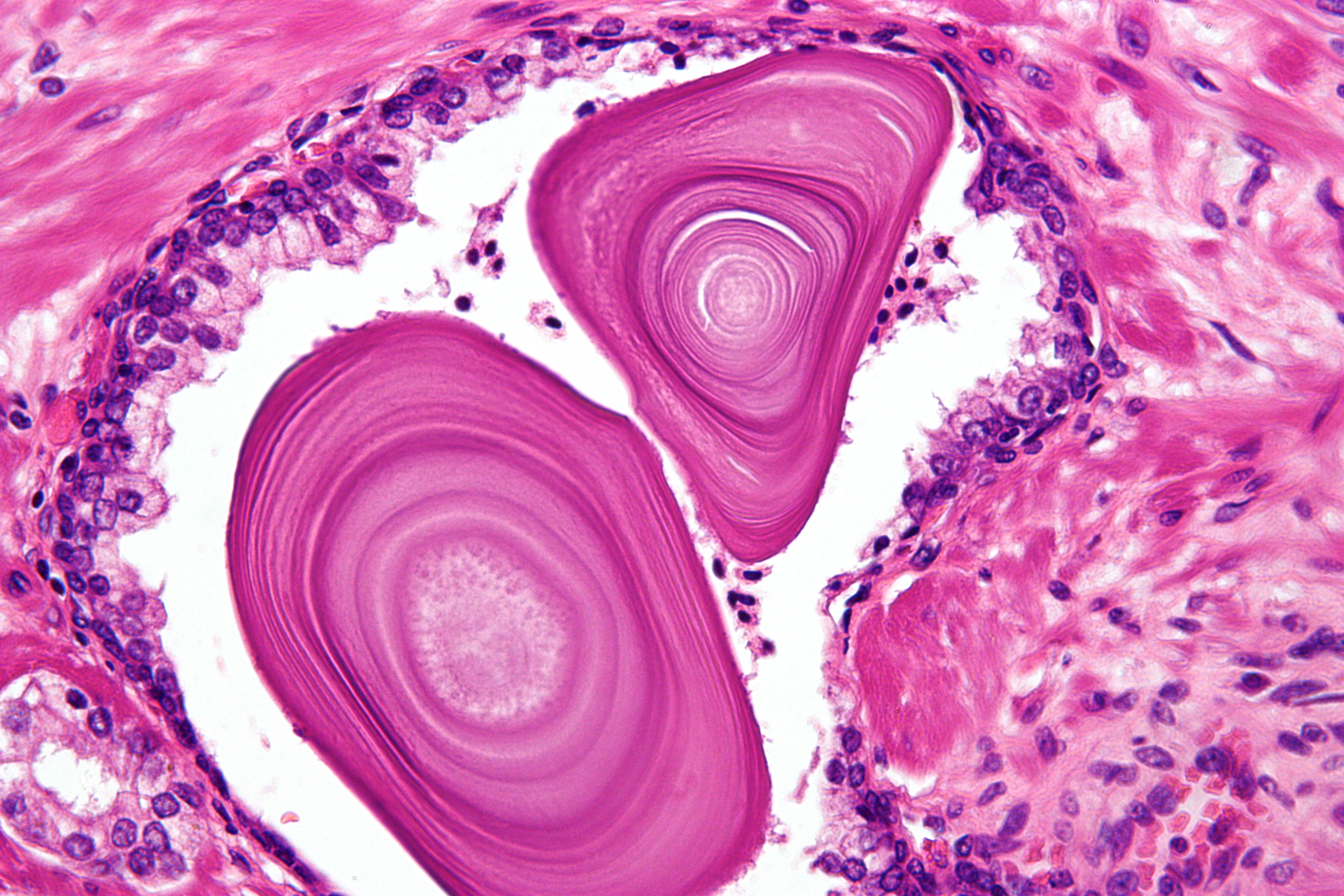
Micrografia de corpos amiláceos em glândulas prostáticas benignas. Coloração H&E.

Corpos amiláceos, conhecidos também como corpora amylacea ou cálculos prostáticos  são massas pequenas e hialinas encontradas na próstata. Eles se originam de células degeneradas ou secreções espessas e aumentam em ocorrência conforme a idade. Apesar de seu significado biológico não ser conhecido, eles podem ser utilizados para identificação do órgão ao microscópio.
Na próstata, sua aparência é comum em glândulas benignas (sem neoplasias), mas sua presença não exclui a possibilidade de haver um câncer.